# Giro del Veneto 2004
Il Giro del Veneto 2004, settantaseiesima edizione della corsa, si svolse il 21 agosto 2004 su un percorso di 206 km. La vittoria fu appannaggio dell'italiano Gilberto Simoni, che completò il percorso in 5h28'22", precedendo i connazionali Matteo Tosatto e Massimo Giunti.
Sul traguardo di Padova 71 ciclisti, su 108 partiti dalla medesima località, portarono a termine la competizione.

## Ordine d'arrivo (Top 10)
| Pos. | Corridore            | Squadra                   | Tempo    |
| ---- | -------------------- | ------------------------- | -------- |
| 1    | Gilberto Simoni      | Saeco                     | 5h28'22" |
| 2    | Matteo Tosatto       | Fassa Bortolo             | a 13"    |
| 3    | Massimo Giunti       | Domina Vac.-De Nardi      | s.t.     |
| 4    | Damiano Cunego       | Saeco                     | s.t.     |
| 5    | Franco Pellizotti    | Alessio-Bianchi           | s.t.     |
| 6    | Rinaldo Nocentini    | Acqua & Sapone-Caffè Mok. | s.t.     |
| 7    | Luca Mazzanti        | Fassa Bortolo             | s.t.     |
| 8    | Paolo Tiralongo      | Cer. Panaria              | s.t.     |
| 9    | Leonardo Bertagnolli | Saeco                     | s.t.     |
| 10   | Andrea Noè           | Alessio-Bianchi           | s.t.     |